# Елизавета Сицилийская (королева Венгрии)
Елизавета Сицилийская (или Изабелла, 1261 — 1303) — королева Венгрии как супруга Ласло IV Куна.

## Биография
Елизавета была самым младшим ребенком Карла I Анжуйского и его первой жены Беатрисы Прованской.
Она вышла замуж за Ласло IV Куна в 1270 году , ей было всего семь или восемь лет на тот момент. Из-за юного возраста невесты детей в этом браке не было.
Ласло не уделял внимания супруге и проводил время в обществе своих родственников по матери - половцев. Большую часть своего брака с Елизаветой он провел в погоне за половцами, призывая их прийти и жить в Венгрии. Когда они захотели покинуть Венгрию, Ласло использовал свои силы, чтобы заставить их остаться. В 1286 году король арестовал жену, чтобы жить с куманской любовницей. Она была заключена в тюрьму на острове Маргит, где она оставалась в течение следующих трех лет. Ласло примирился с женой в 1289 году. Когда он обнаружил, что у него не достаточно сил, чтобы властвовать над своими баронами, он вернулся к половцам.
Ласло был убит в 1290 году, бездетным, и его преемником стал Андраш III, дальний родственник Ласло. После этого Елизавета вернулась в Неаполь, но вскоре вновь оказалась в Венгрии. В 1294 году королева Фененна Куявская подтвердила ее привилегию собирать пожертвования церкви в графстве Веспрем. В 1301 году Елизавета окончательно вернулась в Неаполь, где стала доминиканской монахиней в монастыре Святого Петра, который был основан сестрой ее умершего мужа Марией. 
Елизавета умерла в 1303 году и была похоронена в монастыре Святого Петра .